# Подлесново (Ивановская область)
Подле́сново — деревня в составе Сакулинского сельского поселения Палехского района Ивановской области.

## География
Деревня находится на юго-востоке Палехского района, в 11,5 км к юго-востоку от Палеха, (35 км по дорогам), недалеко от истока реки Ламешка.

## Население
| 1859 | 1905 | 2010 |
| ---- | ---- | ---- |
| 67   | ↘22  | ↘0   |